# Semotrachia basedowi
Semotrachia basedowi är en snäckart som först beskrevs av Hedley 1905.  Semotrachia basedowi ingår i släktet Semotrachia och familjen Camaenidae. Inga underarter finns listade i Catalogue of Life.
Semotrachia basedowi tillhör en grupp luftandande landsnäckor och är en del av den australiska faunan. Arterna i släktet Semotrachia är kända för sina ofta små till medelstora skal, med varierande färg och mönster. Den specifika morfologin för S. basedowi är inte utförligt dokumenterad i allmänna källor, men den antas ha ett kalkrikt, spiralsnäckformat skal med egenskaper typiska för släktet.